# Эрл Слик
Эрл Слик (англ. Earl Slick; настоящее имя Фрэнк Маделони, англ. Frank Madeloni; род. 1 октября 1952, Статен-Айленд, Нью-Йорк) — американский гитарист, известный по работе с Дэвидом Боуи, Джимом Даймондом, Робертом Смитом, Джоном Ленноном и Джоном Уайтом. Выпустил несколько сольных записей.
В начале 1970-х Эрл Слик приобрёл известность в Нью-Йоркской музыкальной среде как талантливый гитарист, играя в группе под названием Mack Truck, куда также входили певец Джимми Мак и его брат - барабанщик Джек Мак. Выступал с шотландским певцом Джимом Даймондом в дуэте Slick Diamond в течение короткого времени в конце 1970-х.
Слик был изначально нанят Дэвидом Боуи чтобы заменить соло-гитариста Мика Ронсона, для тура Diamond Dogs в 1974 году (концертный альбом David Live состоял из песен, записанных во время этого тура). Слик исполнил гитарные партии на альбомах Боуи Young Americans и Station to Station.
Играл у Лео Сэйэра, Иэна Хантера, Джона Леннона. Кроме того, он сформировал свою собственную группу. В 1983 году вновь играл с Боуи.
Затем была создана группа Phantom, Rocker and Slick со Слимом Джимом Фантомом и Ли Рокером.
Играл в группе Dirty White Boy, просуществовавшей недолго, и выпустившей только один альбом - Bad Reputation.

## Дискография
- The Earl Slick Band (1976)
- Razor Sharp (1976)
- In Your Face (1991)
- Lost and Found (2000)
- Live 1976 (2001)
- Slick Trax (2002)
- Zig Zag (2003)

Phantom, Rocker, and Slick
- Phantom Rocker And Slick (1985)[2]
- Cover Girl (1986)[3]